# Федоровское (Великоустюгский район)
Федоровское — деревня в Великоустюгском районе Вологодской области.
Входит в состав Шемогодского сельского поселения, с точки зрения административно-территориального деления — в Шемогодский сельсовет.
Расстояние по автодороге до районного центра Великого Устюга — 22 км, до центра муниципального образования Аристово — 5 км. Ближайшие населённые пункты — Угол, Поповское, Козлово, Вепрево, Павшино.
По переписи 2002 года население — 2 человека.